# Крэк-кокаин

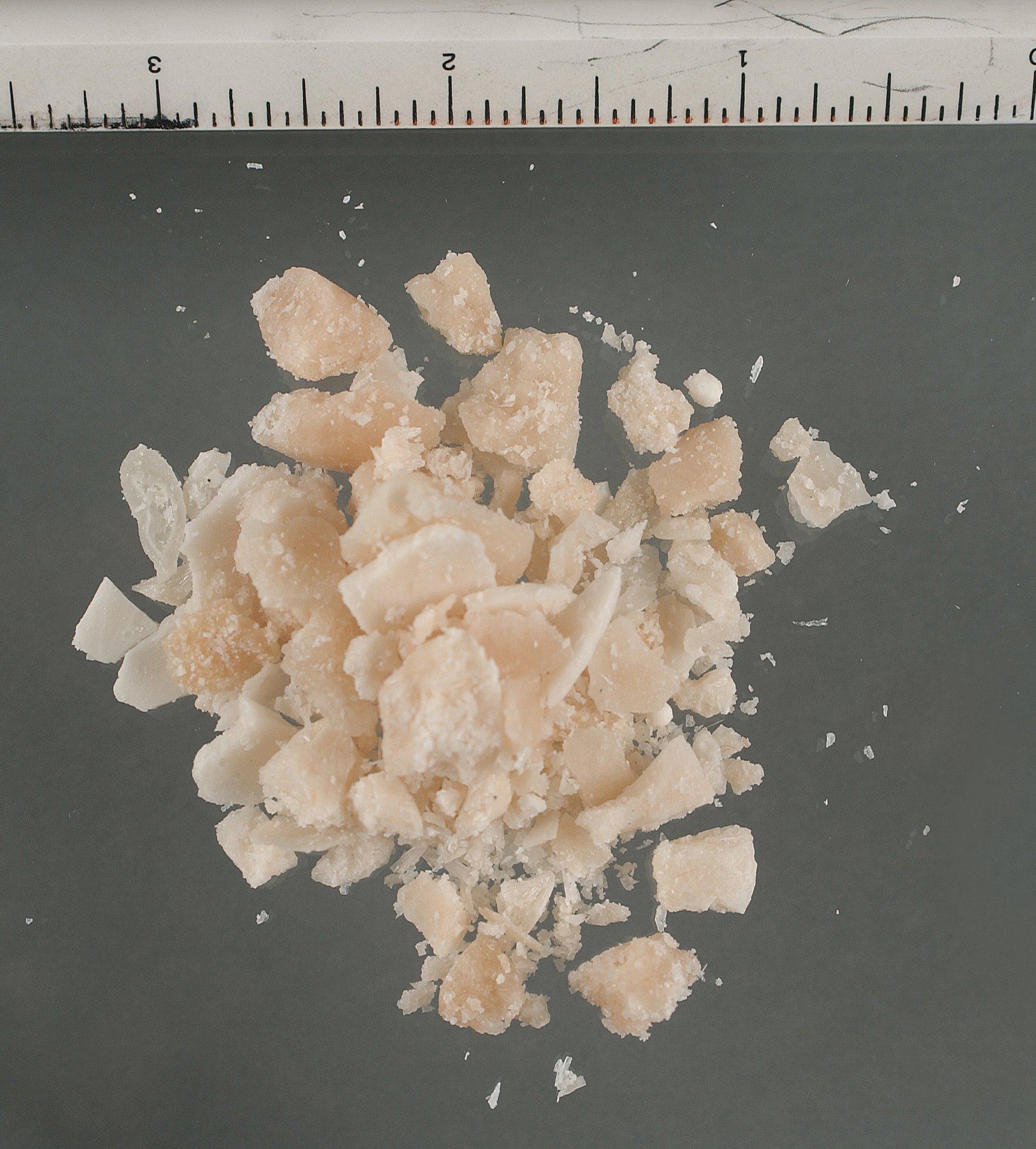
Крэк-кокаин.

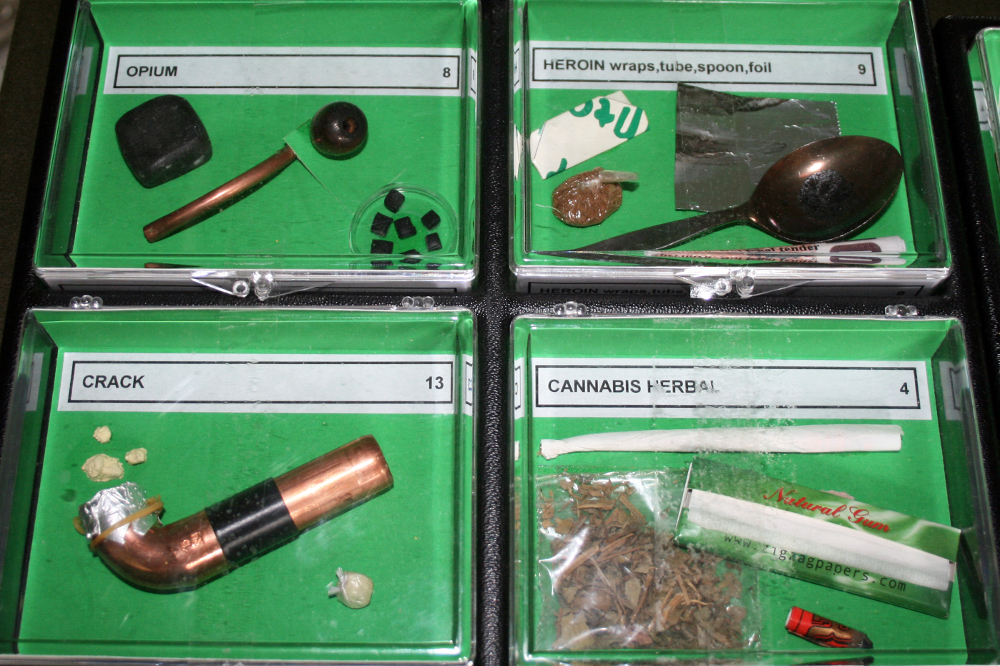
Крэк-кокаин (внизу слева) в трубке, готовый для курения

Крэк-кокаин — кристаллическая форма кокаина, представляющая собой смесь солей кокаина с пищевой содой (бикарбонатом натрия) или другим химическим основанием. В отличие от обычного кокаина, крэк-кокаин принимается внутрь посредством курения.
В среде наркоманов его называют хард, железо, пещерный, основание или просто крэк (англ. rock, hard, iron, cavvy, base, crack, crack rock ).

## Внешний вид и характеристики
В чистом виде крэк выглядит как белые кусочки с неровными краями и имеет плотность чуть более высокую, чем у восковой свечи. Может также напоминать жёсткий хрупкий пластик кристаллического вида, при переламывании щёлкает. Крэк вызывает местную анестезию, онемение языка и рта только в том месте, с которым он непосредственно контактирует. При курении крэк может вызвать онемение языка в том месте, где дым попадает в рот. Более чистые формы крэка тонут в воде и плавятся при нахождении рядом с пламенем (крэк возгоняется при температуре 90 °С).
Крэк-кокаин, продаваемый на улице, может быть фальсифицирован или «отшлифован» для увеличения объёма. По словам капрала Кента Даля из федеральной службы контроля наркотиков Канады, к нему для увеличения объёма добавляются белые вещества, похожие по внешнему виду на кокаин. Известны случаи использования токсичных примесей, таких как левамизол.

## Химическое описание
Крэк-кокаин, часто называемый сокращённо «крэк» по характерному звуку, издаваемому в ходе его производства и во время курения, появился в бедных городских кварталах Нью-Йорка, Лос-Анджелеса и Майами не позднее 1984—1985 годов. Из-за опасности использования эфира при производстве чистого кокаина производители стали опускать этап удаления осадка химического основания из аммиачной смеси. Как правило процессы фильтрации также опускаются. В результате после того, как смесь выпаривается, соли аммония (NH4Cl) и другие осадки остаются в кокаине.

### Психические эффекты
Крэк-кокаин является веществом, которое влияет на химию работы мозга: вызывает эйфорию, сверхдоверчивость, потерю аппетита, бессонницу, насторожённость, повышенную энергичность, тягу к принятию новых доз кокаина и потенциальную паранойю (заканчивающиеся после использования). Первоначальный эффект заключается в высвобождении в мозгу большого количества дофамина, химически вызывающего чувство эйфории. Эйфория обычно длится 5-10 минут, после чего уровень дофамина в мозгу падает, оставляя принявшему чувство депрессии и подавленности. Когда кокаин растворяют и вводят внутривенно, он всасывается в кровоток примерно с такой же скоростью, как поглощается наркотик, когда курят крэк-кокаин, поэтому возникающая эйфория примерно аналогична.
Типичная реакция принимающих кокаин заключается в том, чтобы получить ещё одно следующее воздействие препарата, однако подъём уровня дофамина в головном мозге занимает много времени, и каждое воздействие при принятии препарата в быстрой последовательности приводит ко всё менее интенсивному удовлетворению. Тем не менее, человек может в течение 3 и более дней курить без сна, пытаясь получить новые эффекты из курительной трубки.
Использование кокаина в кутежах, в течение которых препарат принимается во всё более высоких дозах, приводит к состоянию повышенной раздражительности, беспокойству и паранойе. Это может привести к полномасштабному параноидальному психозу, в котором человек теряет связь с реальностью и испытывает слуховые галлюцинации.
Злоупотребление стимулирующими препаратами (в частности, амфетамином и кокаином) может привести к бредовому паразитозу (синдром Экбома: человек ошибочно полагает, что заражён паразитами). Например, чрезмерное злоупотребление кокаином может привести к мурашкам по телу, прозванным «кокаиновыми букашками» или «букашками коки», когда пострадавшие считают, что они чувствуют, как паразиты ползут под их кожей. Такой же бред может быть вызван также высокой температурой или резкой отменой алкоголя, часто вместе со зрительными галлюцинациями, связанными с насекомыми.
Люди, испытывающие такие галлюцинации, могут поцарапать себя до такой степени, что серьёзно повреждают кожу и вызывают кровотечения, особенно когда они в бреду.

### Физиологические эффекты

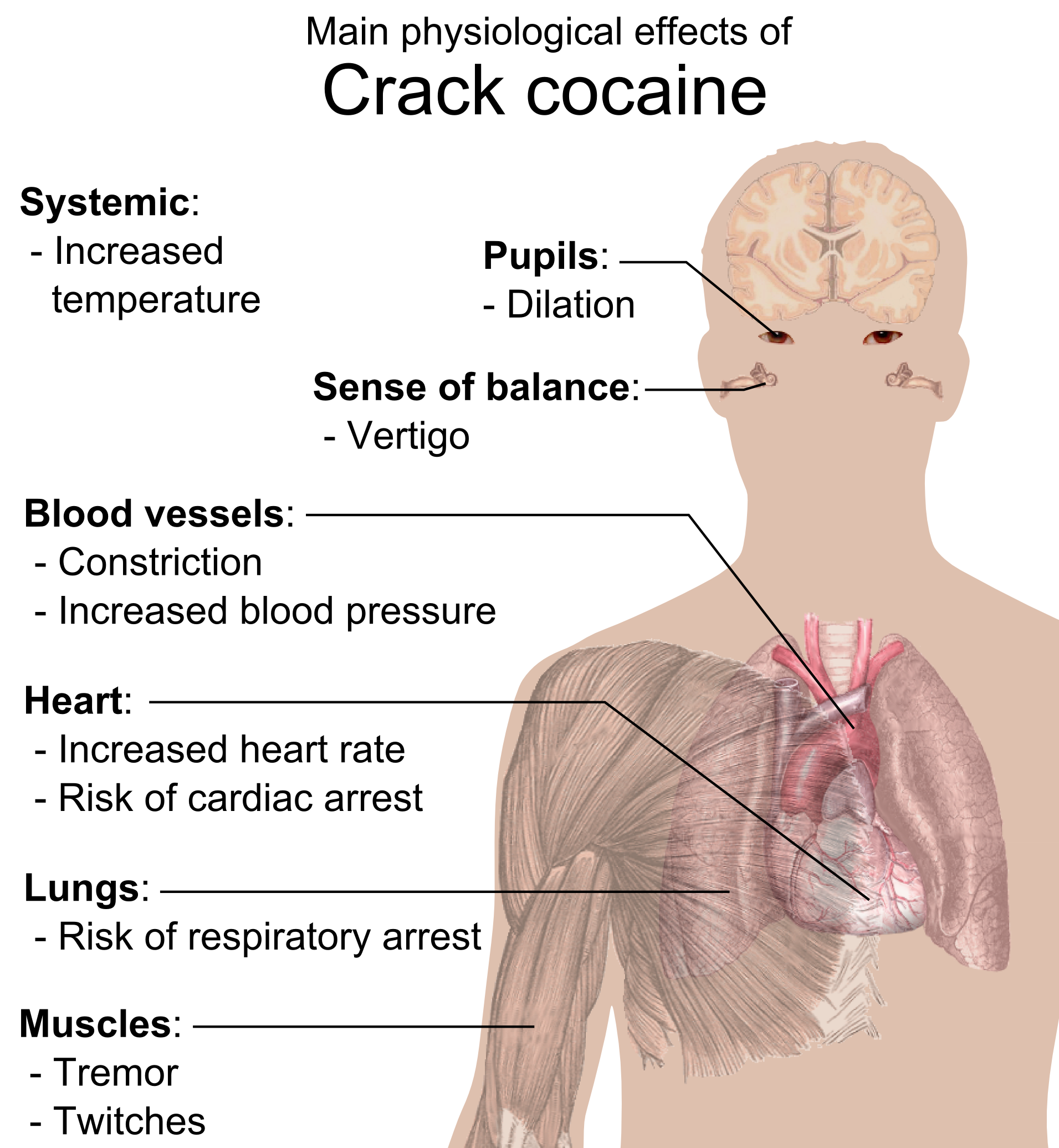
Основные физиологические эффекты крэк-кокаина.

Краткосрочные физиологические эффекты воздействия кокаина включают сужения кровеносных сосудов, расширение зрачков, повышение температуры, частоты сердечных сокращений и артериального давления. Большое количество препарата (несколько сотен миллиграммов или больше) усиливает кайф принявшего, но может также привести к странному, неустойчивому и агрессивному поведению. Также большое количество препарата может вызывать сильную дрожь, головокружение, мышечные подёргивания, паранойю и, при повторных дозах, токсическую реакцию, напоминающую отравление амфетамином. Некоторые люди, принимавшие кокаин, сообщали о чувстве беспокойства, раздражительности и тревожности. В редких случаях может произойти внезапная смерть как реакция на первое использование кокаина или через некоторое время после применения. Смерть от кокаина чаще всего связана с остановкой сердца или вследствие припадка, после которого происходит остановка дыхания.
Со временем может развиваться заметная устойчивость к кайфу от кокаина. Многие наркоманы говорят, что они пытаются «поймать кайф», но не в состоянии достичь такого же удовольствия, как это было в их первом опыте. Большинство наркоманов всё время увеличивают его дозы, чтобы усилить и продлить эффект эйфории. Хотя возникает устойчивость к кайфу, наркоманы могут при этом одновременно стать более чувствительными к анестетическому и судорожному эффектам кокаина без увеличения принимаемой дозы. Это повышение чувствительности объясняет некоторые смертельные случаи, имевшие место после заведомо низкой дозы кокаина.

### Привыкание
Крэк-кокаин в народе считается самой привлекательной формой кокаина и одним из самых сильных по скорости привыкания среди всех наркотических препаратов. Однако это утверждение иногда оспаривается. Морган и Циммер пишут, что имеющиеся данные свидетельствуют о том, что «… курение кокаина само по себе не увеличивает заметно зависимость …. Утверждение о том, что кокаин вызывает гораздо более сильную зависимость именно при курении должно быть пересмотрено». Они утверждают, что кокаин для тех, кто уже склонен злоупотреблять им, скорее всего, «заставляет двигаться в сторону более эффективного способа приёма» (то есть в сторону курения).
Именно сильное желание вернуть первоначальный кайф захватывает многих людей, применивших препарат. С другой стороны Рейнерман с соавторами писали, что характер зависимости от крэка зависит от социальной обстановки, в которой он используется, и психологических особенностей употребляющих его, указывая на то, что многие закоренелые курильщики крэка могут в течение нескольких дней и даже недель жить без использования препарата.

## Проблемы здоровья

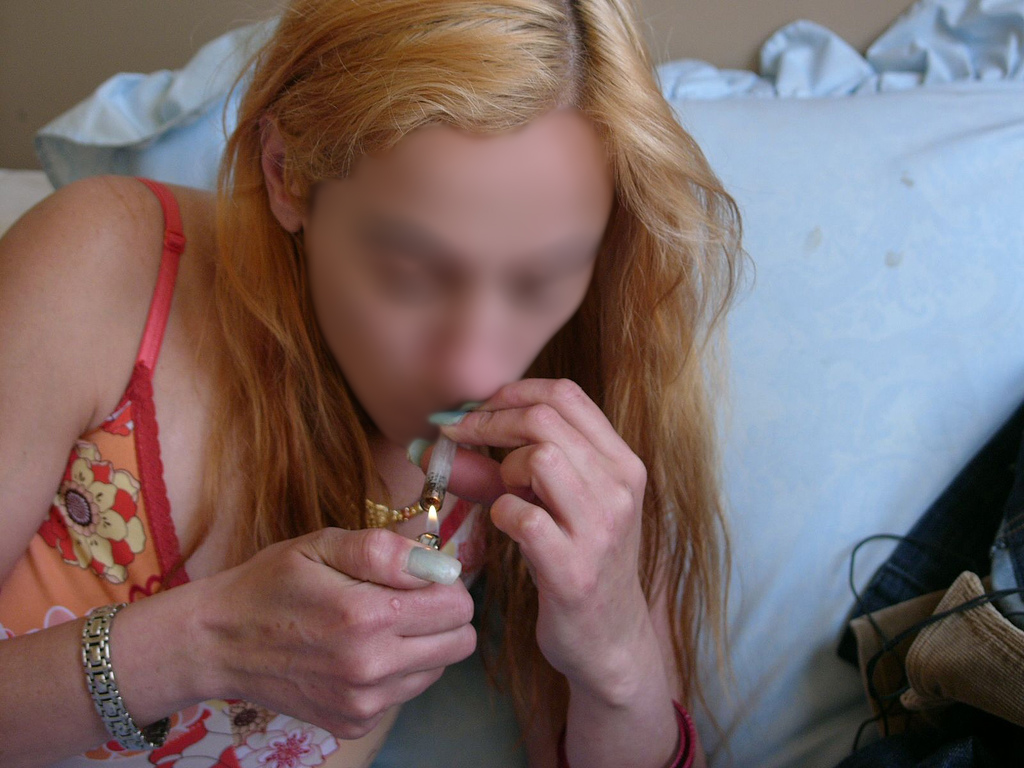
Женщина курит крэк-кокаин.

Поскольку крэк относят к загрязнённым (или фальсифицированным) видам кокаина, то риски, связанные с его курением, включают в перечень проблем здоровья. Использование крэк-кокаина менее опасно, чем спидбола (смеси кокаина с героином), который приводит к большему числу жертв, чем каждый из составляющих его препаратов в отдельности. Тем не менее, срок жизни крэк-наркоманов, как правило, невелик.
При употреблении кокаина в организм поступает большое количество дофамина, в результате чего мозг сравнительно легко создаёт мотивацию для других видов активности. В результате этой активности в организме вырабатывается также большое количество адреналина, который учащает пульс и повышает артериальное давление, что приводит к долгосрочным сердечно-сосудистым проблемам. Исследователи полагают, что курение крэк-кокаина создаёт больше проблем со здоровьем, чем другие способы употребления кокаина. Многие из этих проблем связаны с образованием при курении крэка вещества метилэкгонидина и его специфическим действием на сердце, лёгкие и печень.
- Токсичные примеси: как уже отмечалось, с целью увеличения объёма выпуска в крэк может быть добавлено практически любое вещество, которое выглядит похожим на чистый крэк. Иногда для этой цели используются высокотоксичные вещества, представляющие в краткосрочной или долгосрочной перспективе неизведанный риск для здоровья. Например, если в крэк добавляется парафин или макадамия, то при курении вместе с крэком они выделяют вредный для здоровья дым.
- Проблемы курения: введение препарата в организм создаёт ряд рисков для здоровья. Крэк нельзя вдохнуть через нос как обычный кокаин, самым распространённым методом его потребления является курение. Крэк имеет температуру плавления около 90 °C, и дым недолго остаётся эффективным. Поэтому сигареты и трубки с крэком, как правило, делают очень короткими, чтобы свести к минимуму время между затяжкой и попаданием дыма в организм. Это часто вызывает трещины и пузыри на губах, в просторечии называемых «крэкнутые губы», из-за того, что слишком горячий кончик сигареты прижимается к губам. Использование «удобной трубки для крэка»[16] — стеклянной трубки, которая первоначально содержала небольшое количество искусственной розы — может также создавать такие ожоги. Эти 4-дюймовые (10 см) трубки не очень долговечны,[16] быстро ломаются, а курильщики, как правило, продолжают их использовать, хотя они становятся всё короче. Горячая трубка может обжигать губы, язык и пальцы, особенно если курение идёт совместно с другими людьми, когда нужно быстро сделать ещё одну затяжку из уже горячей короткой трубки.
- Увеличение дозы из-за примесей: поскольку качество крэка может сильно варьироваться, люди часто вынуждены курить большее количество разбавленного крэка, не подозревая, что достижение похожего состояния от новой партии крэка по сравнению с чистым может привести к передозировке, возникнут проблемы с сердцем, курильщик может потерять сознание.
- Заражение при совместном курении: если трубка курится совместно, когда курильщики по кругу прижимают к ней свои обожжённые губы, в силу чего возникают проблемы со стерильностью: любые бактерии или вирусы могут передаваться из уст предыдущего курильщика. Например, через слюну может передаваться туберкулёз. Для снижения такого риска существуют индивидуальные мундштуки (трубочки, вставляемые в конец общей стеклянной трубки).
- Заражение при уколах: если крэк приготавливается с уксусом или лимонным соком в ложке для введения с помощью шприца, существует риск передачи ряда заболеваний. Через общую иглу (или общую ложку, если шприц заправляется в ложке) могут распространяться заболевания, передающиеся половым путём, такие как, например, ВИЧ. С точки зрения снижения такого риска должны быть использованы чистые шприцы. Более безопасным является также применение аскорбиновой кислоты вместо уксуса.

Сравнительные исследования показали, что длительные инсуффляции (вдыхание через нос) кокаина в виде порошка приводят к разрушению тканей в полости носа, отчего возникают сдвиги носовых перегородок и полное разрушение носа.
- Наркомания повсеместно считается проблемой здравоохранения. Многие правительства дали доступ к чистому оборудованию, такому как одноразовые шприцы, но обучение относительно безопасной практике сделать сложно, поскольку употребление кокаина является нарушением закона.

### Влияние на беременных женщин и матерей, кормящих грудью
Для детей, родившихся у женщин, употребляющих крэк-кокаин во время беременности, есть специальный термин «крэк-бэби». Мнение, что употребление кокаина во время беременности представляет угрозу для плода, в настоящее время отвергнуто. Исследования показали, что пренатальное воздействие кокаина (независимое от других эффектов, таких как, например, алкоголь, табак или среда обитания) не оказывает заметного влияния на рост и развития ребёнка. Однако официальное мнение Национального института по злоупотреблению наркотиками США предупреждает о рисках для здоровья, хотя и предостерегает против стереотипов:
 Многие помнят, что «крэк-бэби» или дети, рождённые от матерей, употребляющих крэк-кокаин во время беременности, были в своё время многими списаны со счёта как потерянное поколение. Им были предсказаны страдания от тяжёлых, необратимых нарушений, в том числе снижение интеллекта и социальных навыков. Позже было установлено, что изначальные оценки были склонны немного преувеличивать. Однако тот факт, что большинство из этих детей кажутся нормальными не следует интерпретировать как свидетельство того, что нет никаких причин для беспокойства. Используя современные технологии, учёные находят, что воздействие кокаина в период внутриутробного развития может привести к трудноуловимым вначале, но значительным отклонениям позже у некоторых детей, в том числе дефицит в некоторых аспектах когнитивных функций, обработки информации, снижение способности к концентрации на задачах, которые важны для успеха в школе. 
Раньше некоторые люди считали, что крэк-кокаин вызывает младенческую смерть, являясь одной из причин СВДС, но когда детально исследовали частоту СВДС детей у женщин, употребляющих крэк-кокаин, обнаружилось, что она не выше, чем для детей у женщин, которые курили простые сигареты.
Есть также предупреждения об угрозе кормления грудью: «Вполне вероятно, что кокаин попадает к ребёнку через грудное молоко.» Американский фонд March of Dimes (по беременности и родам) даёт следующий совет относительно употребления кокаина во время беременности:
Употребление кокаина во время беременности может повлиять на беременную женщину и её будущего ребёнка во многих отношениях. Во время первых месяцев беременности это может увеличить риск выкидыша. Позже во время беременности это может вызвать преждевременные роды (роды, которые происходят ранее 37 недель беременности) или вызвать у ребёнка снижение роста. В результате дети, подвергшиеся воздействию кокаина, чаще рождаются с низкой массой тела (менее 2.5 кг). Низкий вес при рождении ребёнка в 20 раз повышает шансы умереть в течение первого месяца жизни по сравнению с нормальным младенцем, а также повышает риск быть пожизненным инвалидом, чаще всего из-за умственной отсталости или церебрального паралича. Дети, подвергшиеся воздействию кокаина, также имеют меньший размер головы, что, как правило, отражает факт меньшего размера головного мозга. Некоторые исследования показывают, что подвергшиеся воздействию кокаина дети имеют повышенный риск получения врождённых дефектов, в том числе дефектов мочевыводящих путей и, возможно, порок сердца. Кокаин может также стать в будущем причиной необратимых повреждений головного мозга и сердечных приступов.

## Статус легальности

### Канада
Внесённый в Список I наркотических веществ, крэк в Уголовном кодексе Канады не отличается от кокаина и других продуктов из коки. Однако суд может при вынесении приговора принять во внимание социально-экономические факторы использования крэка. В качестве ориентира, Список I наркотиков предусматривает максимум 7 лет тюрьмы за хранение наркотиков и вплоть до пожизненного лишения свободы за торговлю и производство. При рассмотрении дела в порядке суммарного производства за владение наркотиком может быть наложен штраф.

### США
Единая конвенция о наркотических средствах ООН в 1962 внесла кокаин в Список I наркотиков, что делает его незаконным для несанкционированного государством производства, изготовления, экспорта, импорта, дистрибуции, торговли, владения и использования.
В США препараты кокаина внесены в Список II контролируемых Законом веществ, поскольку они имеют высокий потенциал злоупотребления, но используются также в лекарственных целях. В этом списке крэк не рассматриваются отдельно от кокаина, поскольку оба эти вещества по существу являются различными формами одного и того же препарата.

### Европа
В Великобритании крэк относится к наркотическим препаратам класса A. В Нидерландах он внесён опиумным законом в список 1 наркотических препаратов.

### Россия
В Российской Федерации кокаин и гидрохлорид кокаина относился к списку II наркотических средств, оборот которых ограничен и в отношении которых устанавливаются меры контроля в соответствии с законодательством Российской Федерации и международными договорами Российской Федерации.